# Botet

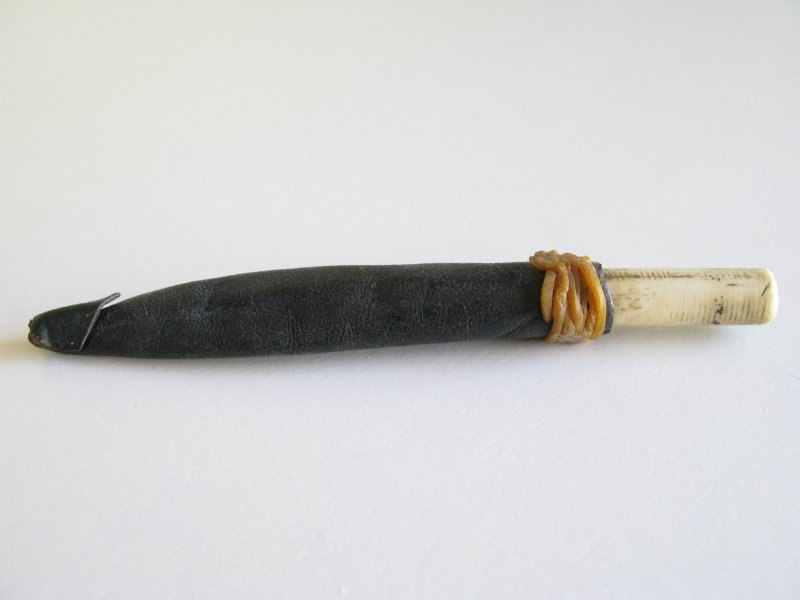
Aspecto general de un botet.

El botet es un pequeño instrumento o señuelo para aves usado en Cataluña, España. Se utiliza para llamar a las codornices hacia una trampa, y está hecho de hueso de conejo o de pichón.